# Iréne Ekelund
Iréne Ekelund (ur. 8 marca 1997) – szwedzka lekkoatletka, sprinterka.
W 2013 zdobyła złoto w biegu na 200 metrów podczas mistrzostw świata juniorów młodszych w Doniecku. Rok później startowała na juniorskich mistrzostwach świata w Eugene, podczas których sięgnęła po srebro na dystansie 200 metrów. Wielokrotna mistrzyni kraju oraz reprezentantka kraju na drużynowych mistrzostwach Europy i w meczach międzypaństwowych.

## Osiągnięcia
| Rok  | Impreza                               | Miejsce | Konkurencja             | Lokata     | Wynik |
| ---- | ------------------------------------- | ------- | ----------------------- | ---------- | ----- |
| 2013 | I liga drużynowych mistrzostw Europy  | Dublin  | bieg na 100 metrów      | 3. miejsce | 11,95 |
| 2013 | I liga drużynowych mistrzostw Europy  | Dublin  | sztafeta 4 × 100 metrów | 4. miejsce | 45,14 |
| 2013 | Mistrzostwa świata juniorów młodszych | Donieck | bieg na 100 metrów      | 5. miejsce | 11,62 |
| 2013 | Mistrzostwa świata juniorów młodszych | Donieck | bieg na 200 metrów      | 1. miejsce | 22,92 |
| 2014 | Mistrzostwa świata juniorów           | Eugene  | bieg na 100 metrów      | 6. miejsce | 11,61 |
| 2014 | Mistrzostwa świata juniorów           | Eugene  | bieg na 200 metrów      | 2. miejsce | 22,97 |
| 2014 | Mistrzostwa Europy                    | Zurych  | bieg na 200 metrów      | półfinał   | 23,26 |
| 2014 | Mistrzostwa Europy                    | Zurych  | sztafeta 4 × 100 metrów | 6. miejsce | 44,36 |
| 2015 | Halowe mistrzostwa Europy             | Praga   | bieg na 60 metrów       | półfinał   | 7,36  |
| 2017 | I liga drużynowych mistrzostw Europy  | Vaasa   | bieg na 100 metrów      | 8. miejsce | 12,07 |
| 2017 | I liga drużynowych mistrzostw Europy  | Vaasa   | sztafeta 4 × 100 metrów | 3. miejsce | 45,65 |
| 2019 | Halowe mistrzostwa Europy             | Glasgow | bieg na 60 metrów       | półfinał   | 7,41  |

## Rekordy życiowe
- bieg na 100 metrów – 11,35 (2013)
- bieg na 60 metrów (hala) – 7,26 (2015) rekord Europy kadetek
- bieg na 200 metrów (stadion) – 22,92 (2013)
- bieg na 200 metrów (hala) – 23,15 (2013) były rekord Szwecji, rekord świata kadetek[1][2]